# 小野田襄二
小野田 襄二（おのだ じょうじ、1938年（昭和13年） - ）は、日本の政治運動家、作家、編集者、専門学校講師。元中核派政治局員。学生運動の「ヘルメットにゲバルト棒」スタイルの創始者である。小野田猛史の弟。

## 人物
相対性理論が間違っていることの証明を主張した反相対性理論本『解体新書アインシュタイン』・『相対性理論の誤りを完全解剖する』や、『あなたも解けるフェルマーの定理完全証明』・『自然数解が存在する全構造の解明』を出版した。

## 略歴
- 1938年（昭和13年） 東京に生まれる。
- 1958年（昭和33年） 埼玉大学文理学部理学科に入学。
- 1963年（昭和38年） 埼玉大学を中退。
- 1986年（昭和61年）から 高校進学塾ネオセミ、駿台予備校、日本ジャーナリスト専門学校などの講師。

## 著書

### 単著
- 『数学教育の基礎を考える　数と関数の理論』社会評論社、1981年7月。ISBN 978-4-7845-0729-0。
- 『解体新書アインシュタイン　相対論のブラックホール』風濤社、1989年6月。ISBN 978-4-89219-084-1。
- 『数学は歴史をかえた　関数のふしぎ』ポプラ社〈ポプラ社教養文庫 25〉、1992年4月。ISBN 4-591-04073-9。
- 『被告もまた、愉し　転覆いじわる裁判記』真菜書房、1999年7月。ISBN 4-916074-28-9。
- 『相対性理論の誤りを完全解剖する』真菜書房、1999年8月。ISBN 4-916074-30-0。
- 『夫婦・耐性実験』真生舎真菜書房、1999年8月。ISBN 4-916074-31-9。
- 『やりなおし基礎数学』筑摩書房〈ちくま新書400〉、2003年3月。ISBN 4-480-06100-2。
- 『革命的左翼という擬制　1958～1975』白順社、2003年6月。ISBN 4-8344-0074-3。
  - 『革命的左翼という擬制　1958～1975』（PDF）（新装版）白順社、2008年7月。ISBN 978-4-8344-0100-4。
- 『あなたも解けるフェルマーの定理完全証明』めいけい出版、2003年7月。ISBN 4-943950-47-7。
- 『自然数解が存在する全構造の解明　第二弾・フェルマーの定理の証明を超えて』社会評論社、2005年11月。ISBN 4-7845-0793-0。

### 編著
- 小野田襄二 編『じゃがいもたちの水車　坂口安吾と格闘する中学生』真菜書房、1995年3月。ISBN 4-7952-3108-7。

### 対談
- 最首悟、小野田襄二「黒田寛一と観念の革命（対談） （戦後とは何か――思想家論による試み（特集））」『現代の眼』第11巻第8号、現代評論社、1970年8月、130-143頁、ISSN 0435-219X。 - 最首悟と小野田襄二との対談。
  - 最首悟、小野田襄二 著「黒田寛一」、現代の眼編集部 編『戦後思想家論』現代評論社、1971年。 - 『現代の眼』1970年8月号の対談の再録。

### 雑誌
- 『遠くまで行くんだ…』編集委員会編（編）『遠くまで行くんだ…』1号-6号、『遠くまで行くんだ…』編集委員会、1968-1975。[2] - 1号-4号の出版者は小野田襄二。
- 『劫』1号-6号、小野田襄二、1975年。[3]

### 論文
- 同人雑誌『遠くまで行くんだ…』掲載論文[4]
  - 小野田襄二「倫理的、余りに倫理的な――日本的党の倫理性の崩壊」『遠くまで行くんだ…』創刊号、1968年10月。
  - 小野田襄二「経済学と思想」『遠くまで行くんだ…』創刊号、第2号、1968年10月。
  - 小野田襄二「社会主義社会論の一考察」『遠くまで行くんだ…』第2号、1969年2月。
  - 小野田襄二「解体しゆく政治状況下における私たちの戦いの場」『遠くまで行くんだ…』第3号、1969年7月。
  - 小野田襄二「黒田寛一の戦いと敗北」『遠くまで行くんだ…』第3号、第4号、1969年7月。
  - 小野田襄二「戦後日本における革命の根拠」『遠くまで行くんだ…』第4号、1970年5月。
  - 小野田襄二「政治における極北の論理」『遠くまで行くんだ…』第5号、1972年11月。
  - 小野田襄二「客観性への意思」『遠くまで行くんだ…』第6号、1974年10月。
  - 小野田襄二「錯誤する進化――その泥にまみれた人類」『遠くまで行くんだ…』第7号、2007年10月。
- 『遠くまで行くんだ…』復刻版刊行委員会 編『幻の雑誌　遠くまで行くんだ…』（完全復刻版）白順社、2007年11月。ISBN 978-4-8344-0096-0。
- 小野田襄二「天体望遠鏡で宇宙の構造を知ることができるか――近代における自然研究・ニュートン力学・マッハ『感覚の分析』 （特集 マッハとレーニン）」『情況 第三期』第28巻第4号、情況出版、2003年5月、223-242頁。
- 小野田襄二（著）、ロゴスの会編（編）「文献再録 社会主義社会論の一考察」『カオスとロゴス』第27号、ロゴス社、2005年12月、122-136頁。
- 小野田襄二「S・ヴェーユ『権利と義務』への若者の反応」『もうひとつの世界へ』第2号、ロゴス社、2006年4月、46-49頁。
- 小野田襄二「権利の膨張と責任の希薄化 （論争のために（第3回）権利と義務をどう考えるか）」『もうひとつの世界へ』第3号、ロゴス社、2006年6月、32-34頁。
- 小野田襄二、青砥幹夫、大下敦史「完全復刻版『遠くまで行くんだ』――連合赤軍事件をめぐって （特集 新左翼とは何だったのか）」『情況 第三期』第9巻6号（通号75）、情況出版、2008年8月、153-172頁。